# Gian Luigi Polidoro
Gian Luigi Polidoro (Bassano del Grappa, 4 febbraio 1927 – Roma, 5 settembre 2000) è stato un regista, attore e sceneggiatore italiano.

## Biografia

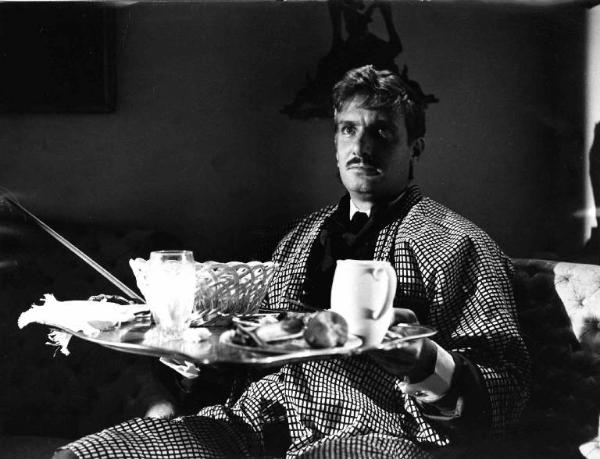
Gian Luigi Polidoro in una scena del film Una storia moderna - L'ape regina (1963)

Nato a Bassano del Grappa, in provincia di Vicenza, il 4 febbraio 1927; all'età di 21 anni si diplomò in regia. Specializzato nel campo documentaristico, ai Premi Oscar 1959 ebbe con il cortometraggio Oeuverture una candidatura all'Oscar al miglior cortometraggio documentario; solo nel 1960 diresse la sua prima commedia. I suoi lungometraggi non furono dei clamorosi successi, malgrado alcuni avessero nel cast attori come Alberto Sordi (protagonista de Il diavolo) o Ugo Tognazzi (protagonista di Satyricon). Fu proprio con Sordi e Il diavolo che Polidoro ebbe i maggiori riconoscimenti a livello internazionale: il film, nel 1963, vinse l'Orso d'oro al Festival di Berlino e nel 1964 fu candidato al Samuel Goldwyn International Award. Polidoro fu anche attore, avendo parti minori in alcuni film, come Una storia moderna: l'ape regina di Marco Ferreri, dove recitò con Tognazzi. Morì a Roma all'età di 73 anni.

## Filmografia

### Regista

#### Cinema
- Oeuverture – cortometraggio documentario (1959)
- Power Among Men – documentario (1959)
- Paese d'America – cortometraggio (1959)
- La corsa delle Rocche – cortometraggio documentario (1956)[2]
- Le svedesi (1960)
- Il diavolo (1963)
- Hong Kong un addio (1963)
- Una moglie americana (1965)
- Thrilling, episodio "Sadik" (1965)
- Una moglie giapponese? (1968)
- Satyricon (1969)
- Fischia il sesso (1974)
- Permettete signora che ami vostra figlia? (1974)
- Cercasi casa a Manhattan (Rent control) (1984)
- Sottozero (1987)
- Hitler's Strawberries (1998)

#### Televisione
- C'est quoi ce petit boulot? – miniserie TV, puntate 1x01-1x02 (1991)

### Attore

#### Cinema
- La grande guerra, regia di Mario Monicelli (1959)
- Una storia moderna - L'ape regina, regia di Marco Ferreri (1963)
- L'uomo dei cinque palloni, regia di Marco Ferreri (1965)
- Top Crack, regia di Mario Russo (1967)

#### Televisione
- FBI - Francesco Bertolazzi investigatore – miniserie TV, puntata 1x02 (1970)